# 酒井嘉七
酒井 嘉七（さかい かしち、1903年〈明治36年〉3月15日 - 1946年〈昭和21年〉7月14日）は、日本の小説家。兵庫県神戸市生まれ。神戸の貿易会社に勤務する社員として生活しながら、余技作家として推理小説を執筆。本名、酒井 嘉七郎（さかい かしちろう）。

## 人物紹介
1903年（明治36年）3月15日兵庫県神戸市に生まれる。
1928年（昭和3年）勤労学生を志すも過労のため罹病、療養中に神戸又新日報の懸賞論文に「10年後の神戸」を応募、採用される。その後、ミッションスクール-パルモア英学院（現在のパルモア学院専門学校）で学びながら、神戸の貿易会社ストロング商会にCable Clerk（外電の事務員）として勤務する。
1934年（昭和9年）、『新青年』に「亜米利加発第一信」が新人創作として入選掲載されて、余技作家としてデビューする。『ぷろふいる』や『探偵春秋』などに十編余りの短編を発表する。探偵小説愛読者の集まりである「神戸探偵倶楽部」に当初から参加しており、同倶楽部の同人たちとして山本禾太郎・戸田巽・西田政治・九鬼紫郎（澹）らがいた。日本が戦争へと突き進むことで、実際の創作活動ができたのは、4年足らずである。
1945年（昭和20年）6月の神戸大空襲により神戸市上筒井で被災、住居、書籍など全てを焼失し、岡山へ避難する。1946年（昭和21年）避難先の岡山県西大寺で、キリスト教を受洗、7月14日死去した。
翻訳物も幾つか発表。翻訳長編ものとしてミニオン・G・エバアハートの「霧中殺人事件」（TheDarkGarden）がある他、実用書として、「外国電信係読本（ケーブル・クラーク読本）を発行したが、戦時に向かう時局柄、実用電報に携わる人が少なくなり、現実の実用書にはなり得なかった。

## 作風
酒井嘉七は昭和9年＜新青年＞4月特大号に新人創作三人集で紹介されて探偵文壇に登場した。当時、酒井嘉七は貿易商社に務めるかたわら探偵小説の翻訳や創作をしていたことしか知られていない。作家として活躍したのは四年足らずで、知られている作品は次の11編にすぎない。（略）この11編の作品から、酒井嘉七には三つの作品系列があるのがわかる。その1，飛行機を素材にしたいわゆる”航空物”。その2、歌舞伎の世界から取材したいわゆる”長唄もの”。その3，上記の特殊な世界から取材したものではなく、筆記者の自身の周辺を素材にした形をとっている”身辺物”である。

＜出典＞『幻影城』1977年8月号・発行／幻影城　「連載企画-＜新青年＞創刊から＜幻影城＞創刊まで探偵小説55年を考える⑫酒井嘉七作品特集」巻頭文より

鮎川哲也は同氏編『密室探求』第二集「解説ー京鹿子娘道成寺（酒井嘉七）」の中で、この巻頭文の筆者は『幻影城』の島崎博編集長だろうと思う、と書いている。

## 作品リスト
※は、『探偵法13号』、※※は『論創ミステリ叢書』34 酒井嘉七探偵小説選 論創社 2004年4月に収録

### 創作
| 作品名                                | 初掲載時 | 初出誌                                          | 再録誌 |
| ------------------------------------- | -------- | ----------------------------------------------- | --- |
| 亜米利加発第一信                      | 1934.4   | 新青年                                          | ※※ |
| 探偵法第13号                          | 1935.2   | ぷろふいる                                      | ・『幻影城 酒井嘉七作品集1977年8月No.33 ㈱幻影城 ※、※※                                                                                |
| 郵便機三百六十五号                    | 1935.3   | ぷろふいる                                      | ※※ |
| 実験推理学報告書                      | 1935.9   | ぷろふいる                                      | ※※ |
| 撮影所殺人事件                        | 1935.11  | ぷろふいる                                      | ※※ |
| 空飛ぶ悪魔                            | 1936.1   | 新青年                                          | ・幻影城No.33、※※ |
| 呪われた航空路                        | 1936.4   | ぷろふいる                                      | ・中島河太郎『恐怖の大空』KKワールドフォトプレス1976、※、※※                                                                           |
| ながうた勧進帳 （稽古屋殺人事件）     | 1936.5   | 月刊探偵                                        | ・鮎川哲也監修 山前譲編『本格推理展覧会2 犯罪者の時間』講談社1995 ・ミステリー文学資料館編『「探偵」傑作選 幻のたんてい雑誌9』2002 ※※ |
| ある自殺事件の顛末                    | 1936.9   | 探偵文学                                        | ※※ |
| 両面競牡丹 （ふたおもてくらべぼたん） | 1936.12  | ぷろふいる                                      | ・ミステリー文学資料館編『「ぷろふいる」傑作選 幻の探偵雑誌9』2002 ※、※※                                                              |
| 空に消えた男                          | 1937.4   | 探偵春秋                                        | ※、※※ |
| 遅すぎた解読                          | 1937.4   | 探偵春秋                                        | ※、※※ |
| 京鹿子娘道成寺                        | 1937.6   | 探偵春秋                                        | ・『幻影城』No.33 ・鮎川哲也編『密室探求第二集』講談社1984 ・ミステリー文学資料館編『「探偵春秋」傑作選 幻の探偵雑誌4』2001 ※、※※     |
| ある完全犯罪人の手記                  | 1952.12  | ・『探偵小説研究 黄色の部屋』中島河太郎編・発行 | ※※ |
| 静かな歩み                            | 2004.4   | ※※                                              | |
| 異聞 滝善三郎                         | 2004.4   | ※※                                              | |
| ハリー杉原軍曹                        | 2004.4   | ※※                                              | |
| 猫屋敷                                | 2004.4   | ※※                                              | |
| S堀の流れ（未完）                     | 2004.4   | ※※                                              | |

### 翻訳
| 作品名                                 | 初掲載時 | 初出誌     | 再録誌                                                        |
| -------------------------------------- | -------- | ---------- | ------------------------------------------------------------- |
| 霧中殺人事件 （ミニヨン.G.エバハート） | 1936.9   | 日本公論社 | ※※（序のみ掲載） ・湘南探偵倶楽部叢書11 湘南探偵倶楽部 2015.2 |